# Рыпан, Олег Павлович
Олег Павлович Рыпан (укр. Олег Павлович Рипан) (28 июля 1972) — советский и украинский футболист, вратарь.

## Игровая карьера
Воспитанник ивано-франковского футбола. В высшей лиге чемпионата Украины дебютировал 10 сентября 1994 года в составе «Прикарпатья», выйдя на замену за 12 минут до окончания матча против «Эвиса» (3:0). За ивано-франковскую команду выступал с 1993 по 1996 год.
В 1996 году перешёл в ростовский «Ростсельмаш». Дебют в высшей лиге чемпионата России — 7 августа 1996 года в матче против «Зенита» (2:0). Всего в чемпионате россии провёл 11 поединков за ростовскую команду и один за «Динамо» (Ставрополь) (первая лига, 1999 год).
С 2000 года выступал за украинские клубы низших лиг «Кремень», «Прикарпатье», «Черногора», «Николаев», «Техно-Центр», «Подолье» и «Энергетик». Недолгое возвращение в высшую лигу произошло в 2001 году когда Рыпан стал игроком полтавской «Ворсклы», где за два года сыграл всего 5 матчей и отметился пропущеным с 40 метров голом от «Кривбасса».
В 2011—2012 годах играл в любительских командах Ивано-Франковской области.

## Тренерская карьера
В 2008 году тренировал вратарей команды высшего дивизиона чемпионата Молдавии «ЦСКА-Рапид».